# Tomohisa Yoshida
Tomohisa Yoshida (吉田 智尚 Yoshida Tomohisa?, nacido el 27 de mayo de 1984 en Tokio) es un exfutbolista japonés. Jugaba de centrocampista y su último club fue el Asuka FC de Japón.

## Trayectoria

### Clubes
| Club                | País  | Año         |
| ------------------- | ----- | ----------- |
| Oita Trinita        | Japón | 2003 - 2004 |
| Ehime FC            | Japón | 2004        |
| Mito HollyHock      | Japón | 2005        |
| Zweigen Kanazawa    | Japón | 2006 - 2008 |
| FC Machida Zelvia   | Japón | 2009        |
| Fukushima United FC | Japón | 2010        |
| Nara Club           | Japón | 2011 - 2015 |
| Amateur Club        | Japón | 2016 - 2019 |
| Porvenir Asuka      | Japón | 2019 - 2022 |
| Asuka FC            | Japón | 2022        |